# Лашапель, Дэвид
Дэвид Лашапель (англ. David LaChapelle; род. 11 марта 1963 в Хартфорде, штат Коннектикут, США) — американский фотограф, кинорежиссёр и режиссёр рекламных роликов, выделяющийся своим особым ироничным стилем «сюрреалистического гламура».
Занимался съёмкой многих популярных видеоклипов для таких звёзд как Бритни Спирс, Аврил Лавин, Элтон Джон, Кристина Агилера, Дженнифер Лопес и многих других.

## Биография

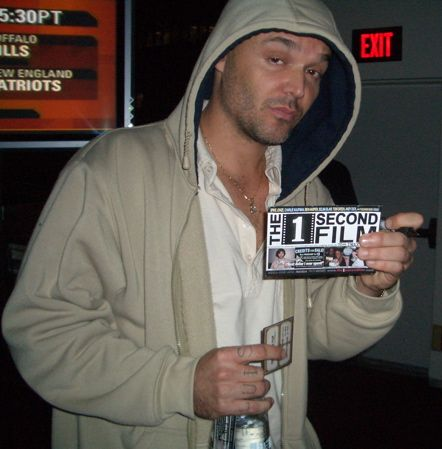
Дэвид Лашапель в 2004 году

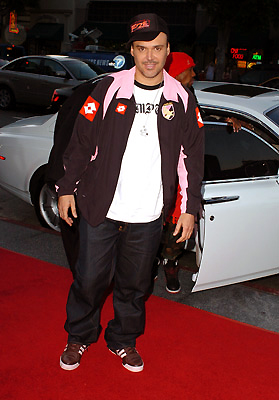
Дэвид Лашапель в 2005 году

Дэвид Лашапель родился в Коннектикуте 11 марта 1963 года. Учился в Школе изящных искусств в Северной Каролине, после чего переехал в Нью-Йорк. В Нью-Йорке Дэвид поступил одновременно в Лигу студентов-художников Arts Student League и в Школу визуальных искусств Манхэттена (School of Visual Arts / SVA). В свои 17 лет Дэвид уже приглашён легендарным Энди Уорхолом снимать для журнала Interview.
Ассоциация American Photo включила Дэвида Лашапеля в десятку Самых Значимых Людей в Фотографии .
Лашапель известен не только как фотограф, но и как автор многих видеороликов. Он снял клип «Natural Blues» для Moby, в котором Кристина Риччи была в роли ангела. Этот клип был удостоен премии MTV Europe Music Awards как «Лучшее видео года» в 2000 году.
В России мастер работал с моделью Ольгой Родионовой и артистом балета Сергеем Полуниным.

## Видеография
1994
- Penny Ford — «I’ll Be There»

1997
- The Dandy Warhols — «Not If You Were the Last Junkie on Earth»
- Space Monkeys — «Sugar Cane»

2000
- Kelis — «Good Stuff»
- Moby — «Natural Blues»
- Enrique Iglesias — «Sad Eyes»

2001
- Elton John — «This Train Don't Stop There Anymore»
- Mariah Carey feat. Da Brat and Ludacris — «Loverboy»

2002
- Elton John — «Original Sin»
- The Vines — «Outtathaway»
- Christina Aguilera feat. Redman — «Dirrty»
- Avril Lavigne — «I’m with You»

2003
- Jennifer Lopez — «I'm Glad»
- Whitney Houston — «Try It on My Own»
- Christina Aguilera feat. Lil' Kim — «Can't Hold Us Down»
- Macy Gray — «She Ain’t Right for You»
- Christina Aguilera — «The Voice Within»
- Blink-182 — «Feeling This»
- No Doubt — «It’s My Life»

2004
- The Three Bad Girls — «Like you»
- Britney Spears — «Everytime»
- Joss Stone — «Super Duper Love»
- Norah Jones — «Those Sweet Words»
- Elton John — «Answer in the Sky»
- Elton John — «All That I’m Allowed»
- Gwen Stefani feat. Eve — «Rich Girl»

2005
- Robbie Williams — "Advertising Space"

2006
- Elton John — «Someone Saved My Life Tonight»

2007
- Amy Winehouse — «Tears Dry on Their Own»
- Jennifer Lopez — «Do It Well»

2012
- Florence and the Machine — «Spectrum»

## Фильмография
- 2004 — Krumped
- 2005 — Rize